# Escut d'Argençola
L'escut d'Argençola és un símbol oficial d'aquest municipi de l'Anoia i es descriu mitjançant el llenguatge tècnic de l'heràldica amb el següent blasonament:
«Escut caironat: de gules, tres pinyes or. Per timbre, una corona de marquès.»

## Disseny
La composició de l'escut està formada sobre un fons en forma de quadrat recolzat sobre un dels seus vèrtexs, anomenat escut caironat, segons la configuració difosa a Catalunya i d'altres indrets de l'antiga Corona d'Aragó i adoptada per l'administració a les seves especificacions per al disseny oficial dels municipis dels ens locals. És de color vermell (gules), amb la representació simbòlica de tres pinyes, disposades en la forma per defecte de dibuixar 3 elements, en posició 2:1, sense tocar els límits i de color groc (or).
L'escut està acompanyat a la part superior d'un timbre en forma de corona de marquès, bàsicament és un cercle amb pedreria i a sobre d'ell es poden veure tres florons alternats amb dos rams formats de tres perles cadascun.

## Història

Escut d'armes dels Argençola, antics senyors d'Argençola

Va ser aprovat el 17 de gener de 1997 i publicat al DOGC de 19 de febrer del mateix any amb el número 2334.
Les tres pinyes d'or sobre camper de gules són les armes tradicionals dels Argençola, senyors del poble. La corona fa referència al marquesat d'Argençola, obtingut el 1702 per Jeroni de Rocabertí i Argençola.